# アクアシティお台場

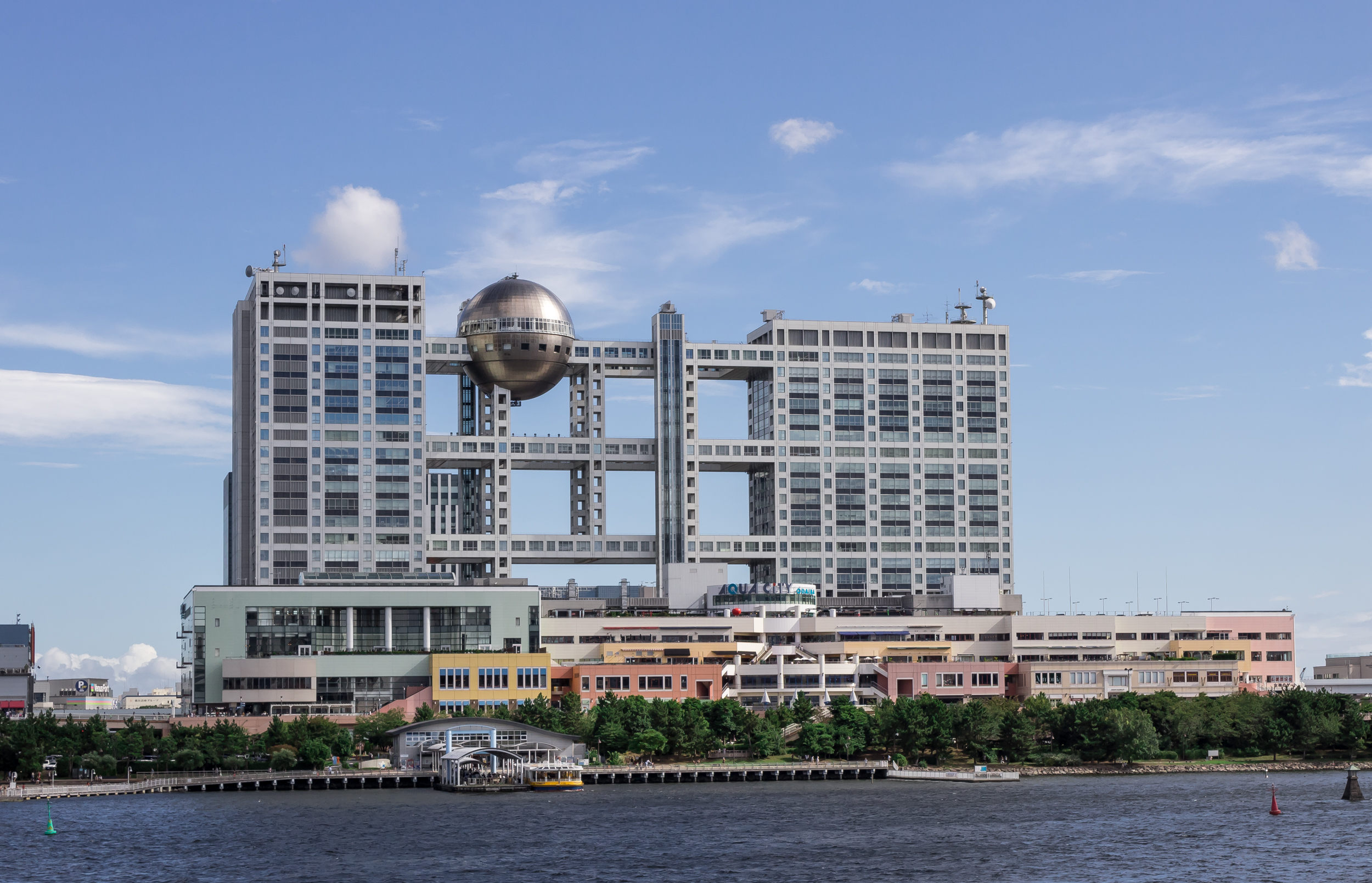
手前の中層棟がアクアシティお台場、そのうち左側部分が東エリア（旧メディアージュ）（奥の建物はフジテレビ）

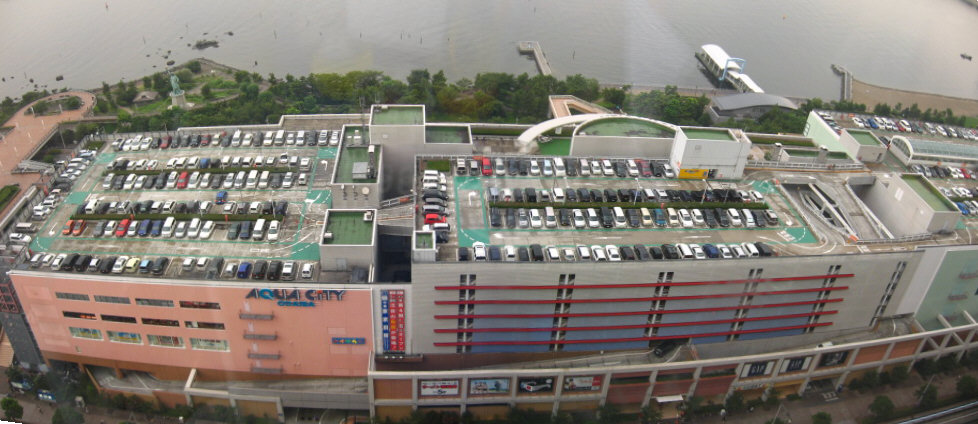
アクアシティお台場の建物全景（フジテレビ本社屋22階から）

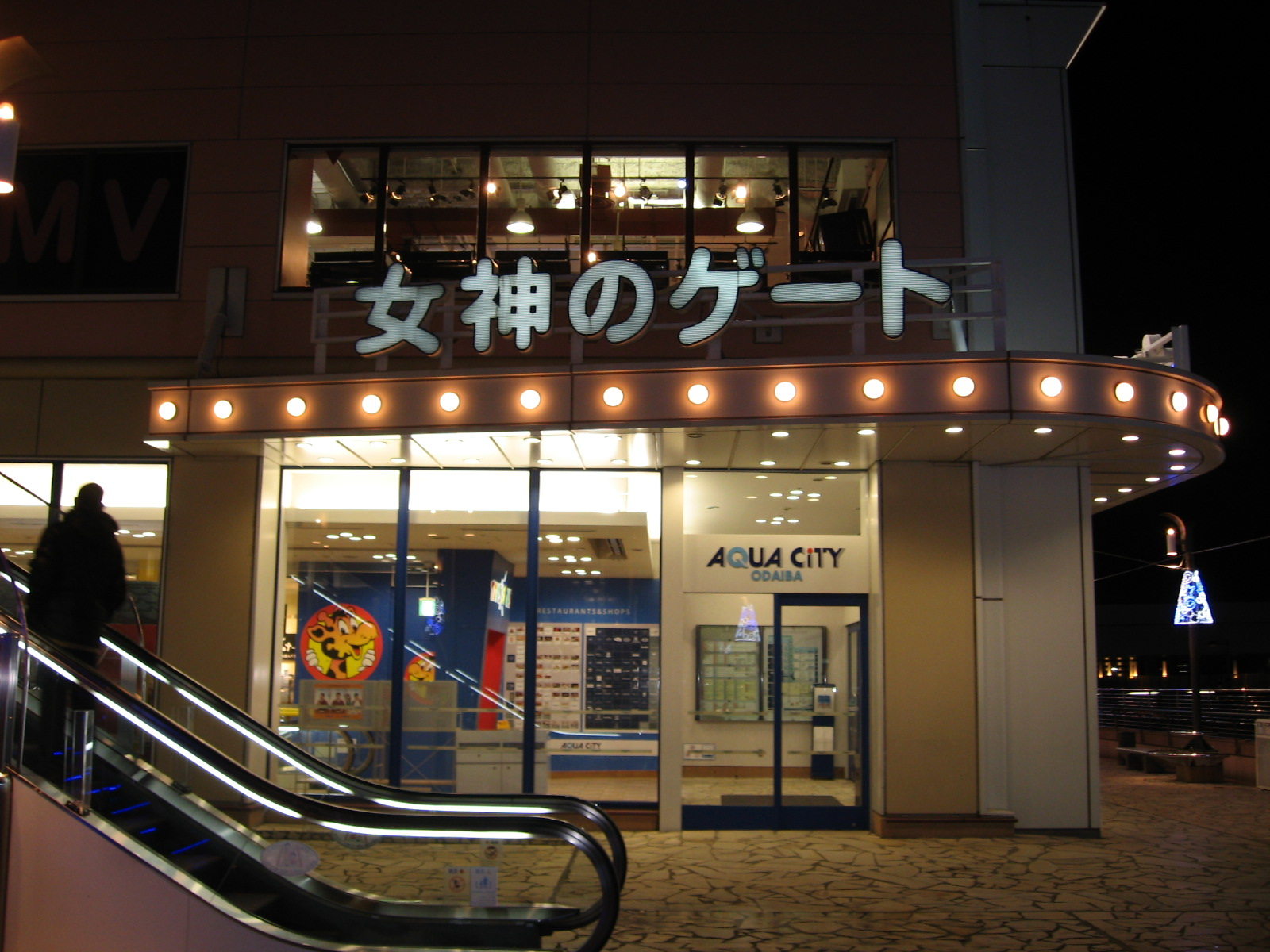
女神のゲート

アクアシティお台場（アクアシティおだいば、英語: AQUA CiTY ODAIBA）は、2000年4月に開業した東京都港区台場に所在する複合商業施設である。
本項では、シネマメディアージュの後身となるシネマコンプレックス、ユナイテッド・シネマ アクアシティお台場についても記述するものとする（後節参照）。

## 概要・歴史
1990年11月、第1回東京テレポートタウン進出希望公募に三菱地所などのグループが当選。コンペ当選当時は世界都市博覧会も開催する予定となっていたことから、隣接して先に開業する商業施設「デックス東京ビーチ」と一体となって、「人々に楽しんでいただく装置・施設」をつくる構想が描かれた。翌年3月、三菱地所を中心に竹中工務店、東亜建設工業、日本興業銀行（現：みずほ銀行）、角川書店（現：KADOKAWA）、新日本製鐵（現：日本製鉄）などの共同出資よって運営会社の「バッテリータウン二十一」を設立。当初計画ではミュージカル劇場を併設する案も検討された。
だが、その後の都市博開催の中止決定やフジテレビのお台場への本社移転、オフィスやホテルの進出などにより「お台場」の立地が徐々に変化していった。それを踏まえ、当時の基本コンセプトは守りながらも社会情勢などを鑑みて計画自体に修正が加えられることになり、1997年にはSCの目指す「エンターテイメント」をともに表現していく企業としてソニーの参画が決定。運営会社と密接にコミュニケーションを取りながらSCのイメージを固めていった。
1998年6月に都から賃借した土地に建物が着工され、8月には公募によって「アクアシティお台場」に名称が決定。 中心ターゲットを赤ちゃんや小さなこども連れのファミリー層を想定し、年代的には30代を中心としたベビーカーを押す若いファミリーをイメージし、2000年4月1日にオープンした（メディアージュは4月21日）。なお、着工前の更地だった時代はフジテレビが番組収録やイベントで時折使用することがあった。
なお、運営会社のバッテリータウン二十一は、開業時にアクアシティに社名を変更。後に三菱地所が完全子会社化し、2007年7月に三菱地所リテールマネジメントに再度改称され、それを機に三菱地所グループで開発する商業施設の運営管理が全面的に委託されることになったが、2021年4月1日に、三菱地所リテールマネジメントは三菱地所プロパティマネジメントと合併される形で、三菱地所プロパティマネジメントに社名が変更された。
お台場海浜公園に隣接し、東京臨海副都心を代表する商業スポットとして人気を集めている。毎年夏にジャンプショップ臨時店舗が開店する。
当初は、非接触型ICカードを利用した総合ICカードサービスを導入していた。来場者は利用初回に「メディアージュ ファンカード」と呼ばれる非接触型ICカードを発行する。主な機能は以下の通り。
- チケットカウンターや自動前払い入金機などによる電子チケット情報の記録
- 現金による電子マネーへの入金
- 電子チケット情報による各アトラクションへの入場
- 電子マネーを使用した店舗利用代金の決済

後にアトラクションパスポート制度が導入されてからは、パスポート購入時にデータ（有効日などの情報）がICカードに記録されるようになった。また、併設されている映画館「シネマメディアージュ」では、シネマカウンターにてチケット購入時にICカードにデータが入力され、ゲートにカードをかざすだけで劇場に入館できるサービスがあった。他にもオプションとして、ファンカードの利用によりポイントが貯まり、特典と交換できる会員制ポイントカードの機能もあった。
これらの仕組みはメディアージュの運営会社の親会社であるソニーが開発した非接触型ICカードFeliCaによる各種サービスの実証実験であり、非接触型ICカードの一般向けプロモーションの位置付けであった。またパートナースポンサーである凸版印刷も非接触型ICカードの技術などで関わっていた。その実験のために非接触型ICカードによる電子マネーを導入したり、アトラクションや映画館では、あえて紙のチケットや磁気カードのチケットの代わりにICカードを導入していた。
その後のメディアージュの全面リニューアルにより、2002年3月にメディアージュファンカードの発行や電子チケット機能･会員制ポイントカードのサービスが終了。電子マネーの入金･決済のサービスが終了し、翌4月から電子マネーの払戻しを開始。2011年8月15日をもって資金決済に関する法律に基づき、メディアージュファンカードの電子マネーの利用を廃止。2011年10月31日をもってメディアージュファンカードの電子マネーの払戻しの申出期間が終了し、メディアージュファンカードのシステムが消滅した。
なお、シネマメディアージュの映画のチケットについては他の劇場と同様に紙のチケットで発行されていた（2006年現在）。
また現在より多くのアトラクションを備えており、子供の来客が多かった。
その中でも設立当時からあった「イエロー・サブマリン・アドベンチャー」は、ビートルズのアニメ映画『イエロー・サブマリン』を題材にしたアトラクションで、イエロー・サブマリン内部を模した中にスクリーンがあり、CGで動く船長のフレッドと会話をしながら海を探検していき、最後には敵のブルー・ミーニーズとグローブを倒すところでエンディングを迎える。探検する海は7パターンあり、それぞれ内容や登場する曲が異なるので、何度でも楽しむことができた。また5.1ch対応の曲は高い臨場感を醸し出していた。更に潜水艦内部は揺れるので、あたかも海の中にいるかのような体験ができた。所要時間は約15分。また、グッズ販売コーナーも併設され、同映画やビートルズのグッズが購入できた。
その他にも様々なテーマのアトラクションや関連レストランがあったが、2002年の全面リニューアル時に、誕生当時からあったアトラクションは全て無くなってしまった。

## 施設構成・テナント
ゆりかもめ台場駅から徒歩1分の施設は地上6階建ての7層。1階のシーサイド入口には水陸両用のKABAバスが乗り入れる。
かつては、ソニーが3分の1にあたる全6フロアをマスターリースした上で、ソニーグループおよび一般テナントにサブリースして、都市型エンターテイメント施設「メディアージュ」（現・アクアシティお台場 東エリア）を核テナントとして開業していた。全体のプロデュースや協賛企業の募集などの事業企画・企画運営は、ソニー出資による100%子会社のソニーアーバンエンタテイメントが行っていたが、後に同社は親会社のソニーと吸収合併し、ソニー直営の施設として運営されていた。
ソニーグループの関連の建築物や施設としては、他にソニービルやソニーシティ（ソニー本社ビル）も有名である。
上述の通り、2017年2月23日にシネマメディアージュが閉館され、施設名が現在の『アクアシティお台場 東エリア』に改名された事に伴い、現在の運営会社は事実上、アクアシティお台場と同様に「三菱地所プロパティマネジメント」が行っている。
アクアシティお台場のフロアーのうち3Fと4Fからは東エリアと直接連絡可能。なお、4Fからは、東エリア内のエンターテインメント・レストランゾーン「グリエンパサージュ」の通路を通るかたちとなる。
シネマコンプレックスや飲食店、ソニーとは直接関係にない各種アトラクションも海外から持ち込み、利益を上げる事業モデルを描いたが、日本での知名度の低さなどが響いて稼働率が上がらないアトラクションが目立ち、軌道修正を迫られ、2002年から翌年にかけブランドイメージ作りの拠点と位置づけた大型リニューアルが行われ、その後もリニューアルが行われた。
ほかに各種店舗、レストラン、結婚式場、東京レジャーランドお台場店、ラーメン国技館 舞などが入る。7階にはお台場唯一の神社としてアクアシティお台場神社（芝大神宮から分霊）がある。

### ユナイテッド・シネマ アクアシティお台場
ユナイテッド・シネマ アクアシティお台場（旧メディアージュ）は、2017年4月29日に開館した、東京都港区台場に所在する複合商業施設・アクアシティお台場内に所在するシネマコンプレックス。ローソン・ユナイテッドシネマによって運営されている。
13スクリーン、約3,000シートのシネコン。これまでのシネマメディアージュの後を受ける形で開業し、3Dシステムとして「REAL D 3D」を採用。同年初夏には「4DX」と日本初の「ScreenX」も稼働している。また、2022年には座席の一部に没入型音響体感システム「FLEXOUND Augmented Audio」（フレックスサウンド・オーギュメント・オーディオ」（追加料金200円）も日本で初めて導入している。

#### 旧・シネマメディアージュ
- 沿革：シネマメディアージュ（2000年4月22日 - 2017年2月23日）→ユナイテッド・シネマアクアシティお台場（2017年4月29日 - ）
- 経営・運営：東宝・東宝サービスセンター[8]（2000年4月22日 - 2006年9月30日）→TOHOシネマズ（2006年10月1日 - 2017年2月23日）→ユナイテッド・シネマ（2017年4月29日 - 2024年2月29日）→ローソン・ユナイテッドシネマ（2024年3月1日[13] - ）

シアター1には、ベンチシートタイプのペアシート「スーパープレミアシート」が12席（1席2名分、計24名分）設置されている。また、幅広座席のプレミアシートもシアター1とシアター2に設置されている。なお、スーパープレミアシートおよびプレミアシート専用の待合ラウンジも設置されている。
劇場がフジテレビジョン本社があるFCGビルの向かいにある関係から、フジテレビ制作の劇場作品の試写会の会場になることもあり、またフジテレビ夏のイベント「お台場冒険王」の映画関連企画「THE MOVIE KING お台場映画王」の会場にもなっていた。
TOHOシネマズの直営であったが、シネマイレージやvitといったTOHOシネマズ独自のサービスは実施されておらず、インターネットでのチケット販売も一切行っていなかった。
2017年2月23日をもってシネマメディアージュとしての営業を終了。同年4月29日よりユナイテッドシネマが入居し現在に至る。
なお、シネマメディアージュ時代はドリパス興行を行っていたが、ユナイテッドシネマになってからはドリパス興行を行っていない。
| No. | 座席数 | 座席数   | 座席数 | Size(m) | Size(m) | 音響  | 備考      |
| No. | 通常   | FLEXOUND | 車椅子 | 縦      | 横      | 音響  | 備考      |
| --- | ------ | -------- | ------ | ------- | ------- | ----- | --------- |
| 1   | 608    | 0        | 4      | 6.7     | 16.2    | 5.1ch |           |
| 2   | 140    | 9        | 2      | 3.9     | 7.8     | 5.1ch |           |
| 3   | 306    | 9        | 2      | 5.3     | 10.5    | 5.1ch | RealD対応 |
| 4   | 140    | 9        | 2      | 3.9     | 7.8     | 5.1ch | RealD対応 |
| 5   | 84     | 9        | 2      | 3.8     | 7.7     | 5.1ch |           |
| 6   | 84     | 9        | 2      | 3.8     | 7.7     | 5.1ch |           |
| 7   | 207    | 8        | 2      | 4.8     | 9.5     | 5.1ch |           |
| 8   | 108    | 0        | 0      | 5.0     | 10.4    | 5.1ch | 4DX       |
| 9   | 178    | 8        | 2      | 4.7     | 10.2    | 5.1ch |           |
| 10  | 228    | 8        | 2      | 5.2     | 10.5    | 5.1ch |           |
| 11  | 241    | 8        | 2      | 4.6     | 9.5     | 5.1ch |           |
| 12  | 228    | 8        | 2      | 5.2     | 10.5    | 5.1ch |           |
| 13  | 175    | 0        | 2      | 非公表  | 非公表  | 5.1ch | ScreenX   |

### かつて存在した施設
- スタジオドリームメーカー（6F） - 公開型スタジオ、スタジオ運営はフジテレビジョンが担当
- * お台場ソニースタイルショールーム（ソニー製品のショールーム・販売店 4F）
- ワールド・オブ・コカ・コーラ トウキョウ（6F）
- * イエロー・サブマリン・アドベンチャー（6F）[9]
- エアタイトガレージ（5F）
- * スターアドベンチャー（受付：4F、チェックポイント：5F・6F）[注 6]
- ワイルドシングス（4F）
モーリス・センダック作の絵本「かいじゅうたちのいるところ」の世界を再現したアトラクション。入り口は4Fだった[9]。
- * www.カフェ（5F）
ソニーネットワークコミュニケーションズが手掛けた施設。カフェと、ノートPCの貸出、ネットTVの発信イベント、外部からのメッセージを壁面に流すメッセージゴーラウンドを備えていた[9]

- シネマメディアージュ（1F）- 2000年4月22日 - 2017年2月23日。13スクリーン、約3,000シート[19]の都内初のシネコン、経営はソニー アーバン エンタテインメント、運営は東宝が担当[20]。ただし、vitおよびシネマイレージのサービスは対象外など、他のTOHOシネマズとは若干サービス内容が異なっていた。

- ソニー・エクスプローラサイエンス（科学館、5F）

ほか

## 沿革
- 1990年11月 - 第1回東京テレポートタウン進出希望者公募に当選。
- 1991年3月 - 運営会社バッテリータウン二十一株式会社設立。
- 1998年
  - 6月 - 着工。
  - 8月 - 施設名称を「AQUA CiTY ODAIBA（アクアシティお台場）」に決定。
- 1999年
  - 5月20日 - メディアージュを運営する会社として、ソニーによる100%出資の子会社「ソニー アーバン エンタテインメント株式会社」を設立。
  - 9月 - 親会社のソニーが、東京台場のアクアシティお台場内に、エンターテイメント施設「メディアージュ」をオープンすると広報発表される。
- 2000年4月 - 建物竣工、施設開業。運営会社の商号をアクアシティ株式会社に変更。同時に映画館「シネマメディアージュ」がオープンする。また、メディアージュファンカードの発行が開始される。
- 2001年7月 - 夏の館内イベント「Big Island Big Bangee」開催、国内初の屋内バンジージャンプがおこなわれる 〜8月末まで開催された。
- 2002年
  - 3月1日 - メディアージュの運営会社「ソニー アーバン エンタテインメント株式会社」が親会社のソニーに吸収合併される。
  - 同月末 - 館内リニューアルに伴い、アトラクションの営業が終了する。同時にメディアージュファンカードの発行と各種サービスが終了する。
  - 4月1日 - メディアージュファンカードの電子マネーの払戻しが開始される。
  - 7月6日 - 館内リニューアルオープン、従来のアトラクションにかわり、「ソニーエクスプローラサイエンス」と「ソニースタイル ショールーム」、「スタジオドリームメーカー」がオープンする。
- 2004年
  - 7月 - 館内の主なテナントにて電子マネー「Edy（現・楽天Edy）」の取扱いを開始、Edyのチャージ（現金入金）機も設置される。結果的に実証実験として、ここメディアージュでも始まったFeliCaを利用した電子マネーが事業化・全国展開され、「里帰り」してきたことになる[注 7]。
  - 11月 - 累計来館者数1億人達成。
  - 12月24日 - アクアシティお台場神社建立。
- 2007年7月 - 運営会社の商号を三菱地所リテールマネジメント株式会社に変更。
- 2009年
  - 5月 - 累計来館者数2億人達成。
  - 12月 - リニューアル。
- 2011年
  - 8月15日 - この日をもって資金決済に関する法律に基づく、メディアージュファンカードの電子マネー利用を廃止。
  - 10月31日 - この日をもって、2002年4月1日から実施されていたメディアージュファンカードの電子マネーの払戻しの申出期間が終了する。
- 2016年9月9日 - TOHOシネマズが2017年2月にシネマメディアージュの営業を終了すると発表[19]。
- 2017年
  - 2月23日 - シネマメディアージュの営業が終了。
  - 4月29日 - ユナイテッド・シネマ アクアシティお台場がオープン。
- 2020年 - 開店20周年。

## その他
- 2007年、X JAPANが再結成の場として、この施設の屋上においてファンの前に姿を現すというイベントを行った。
- 2015年、開業15周年を記念して3月20日から4月5日までアイドルグループ私立恵比寿中学とコラボして、様々な企画が実施された。

## アクセス
- ゆりかもめ台場駅から徒歩1分
- 東京臨海高速鉄道りんかい線東京テレポート駅から徒歩6分